# Hillary Brooke

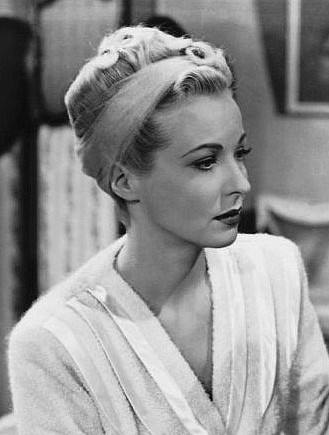
Hillary Brooke in Die Frau in Grün

Hillary Brooke (* 3. September 1914 in Astoria, New York City; † 25. Mai 1999 in Bonsall, Kalifornien) war eine US-amerikanische Schauspielerin.

## Leben
Hillary Brooke wurde als Beatrice Sofia Mathilda Peterson in New York geboren.
Sie begann ihre Laufbahn als Model und kam Ende der 1930er-Jahre ins Filmgeschäft, wo sie zunächst nur kleinere Nebenrollen übernahm. Dreimal trat sie in der Sherlock-Holmes-Reihe mit Basil Rathbone auf, an der sich auch ihr beruflicher Aufstieg verfolgen lässt: Von einer nicht im Abspann erwähnten Minirolle in Die Stimme des Terrors (1942) über eine Nebenrolle in Gespenster im Schloß (1943) zu der Darstellung der Titelfigur in Die Frau in Grün (1945). Zu ihren bekannteren Filmen zählen außerdem die Komödie Der Weg nach Utopia (1946) mit Bob Hope und Bing Crosby, der Science-Fiction-Filmklassiker Invasion vom Mars (1953) und Alfred Hitchcocks Thriller Der Mann, der zuviel wußte (1956).
Bis einschließlich 1960 war sie in mehr als 100 Produktionen zu sehen, seit Beginn der 1950er-Jahre vermehrt in Fernsehproduktionen. So trat sie regulär in der ersten Staffel der Abbott-und-Costello-Show von 1952 bis 1953 auf. Mit den beiden Komikern hatte sie zuvor schon in zwei Filmen gespielt. Auch in der Serie My Little Margie hatte sie eine feste Rolle. Im Laufe ihrer Filmkarriere spielte sie trotz ihrer amerikanischen Herkunft häufig Engländerinnen, was daher rührte, dass sie in den 1930ern ein Jahr in England verbracht hatte und den britischen Akzent überzeugend imitieren konnte. 1960, im Jahr ihrer letzten Rolle im Fernsehen, wurde sie mit einem Stern auf dem Hollywood Walk of Fame geehrt.
Brooke war dreimal verheiratet, von 1936 bis 1940 mit Alan Shute, von 1941 bis 1948 mit dem Regieassistenten Jack Voglin, dann von 1960 bis zu seinem Tod 1988 mit dem MGM-Funktionär Raymond A. Klune. Sie hatte einen Sohn namens Donald aus der Ehe mit Voglin sowie zwei Adoptivkinder aus der Ehe mit Klune. Hillary Brooke starb im Mai 1999 im Alter von 84 Jahren.

## Filmografie (Auswahl)
- 1937: New Faces of 1937
- 1939: Zauberer der Liebe (Eternally Yours)
- 1940: New Moon
- 1940: Die Nacht vor der Hochzeit (The Philadelphia Story)
- 1941: Faustrecht in Texas (The Lone Rider Rides On)
- 1941: Schrecken über Colorado (The Lone Rider in Frontier Fury)
- 1941: Arzt und Dämon (Dr. Jekyll and Mr. Hyde)
- 1941: Unfinished Business
- 1941: Die Frau mit den zwei Gesichtern (Two-Faced Woman)
- 1942: To the Shores of Tripoli
- 1942: Schiff ahoi! (Ship Ahoy)
- 1942: Calling Dr. Gillespie
- 1942: Wake Island
- 1942: Die Stimme des Terrors (Sherlock Holmes and the Voice of Terror)
- 1943: Gespenster im Schloß (Sherlock Holmes Faces Death)
- 1943: Die Waise von Lowood (Jane Eyre)
- 1944: Stehplatz im Bett (Standing Room Only)
- 1944: Die Träume einer Frau (Lady in the Dark)
- 1944: Ministerium der Angst (Ministry of Fear)
- 1944: Sturzflug ins Glück (Practically Yours)
- 1945: Mit den Augen der Liebe (The Enchanted Cottage)
- 1945: Die Frau in Grün (The Woman in Green)
- 1945: Der Weg nach Utopia (Road to Utopia)
- 1946: Strange Impersonation
- 1946: Mit Pinsel und Degen (Monsieur Beaucaire)
- 1946: The Strange Woman
- 1948: Dieser verrückte Mr. Johns! (The Fuller Brush Man)
- 1949: Verrücktes Afrika (Africa Screams)
- 1950: Unser Admiral ist eine Lady (The Admiral Was a Lady)
- 1951: Jules Verne – Die Reise zur geheimnisvollen Insel (Lost Continent)
- 1952: Piraten wider Willen (Abbott and Costello Meet Captain Kidd)
- 1952–1953: The Abbott and Costello Show (Fernsehserie, 23 Folgen)
- 1952–1955: My Little Margie (Fernsehserie, 26 Folgen)
- 1953: Invasion vom Mars (Invaders from Mars)
- 1953: The Maze
- 1954: The House Across the Lake
- 1956: I Love Lucy (Fernsehserie, Folge 5x16)
- 1956: Der Mann, der zuviel wusste (The Man Who Knew Too Much)
- 1957: Flammen über dem Silbersee (Spoilers of the Forest)
- 1957: Perry Mason (Fernsehserie, Folge 1x02 Der Fall mit der Nichte des Schlafwandlers)
- 1959: Yancy Derringer (Fernsehserie, Folge 1x21)
- 1959: Vater ist der Beste (Father Knows Best, Fernsehserie, Folge 5x36)
- 1959: Lawman (Fernsehserie, Folge 1x34)
- 1959–1960: Richard Diamond, Privatdetektiv (Richard Diamond, Fernsehserie, 2 Folgen)
- 1960: Ein Fall für Michael Shayne (Michael Shayne, Fernsehserie, Folge 1x08)